# Локалита Коле Долче (Рим)
Локалита Коле Долче је насеље у Италији у округу Рим, региону Лацио.
Према процени из 2011. у насељу је живело 90 становника. Насеље се налази на надморској висини од 451 м.